# طيران شراعي معلق

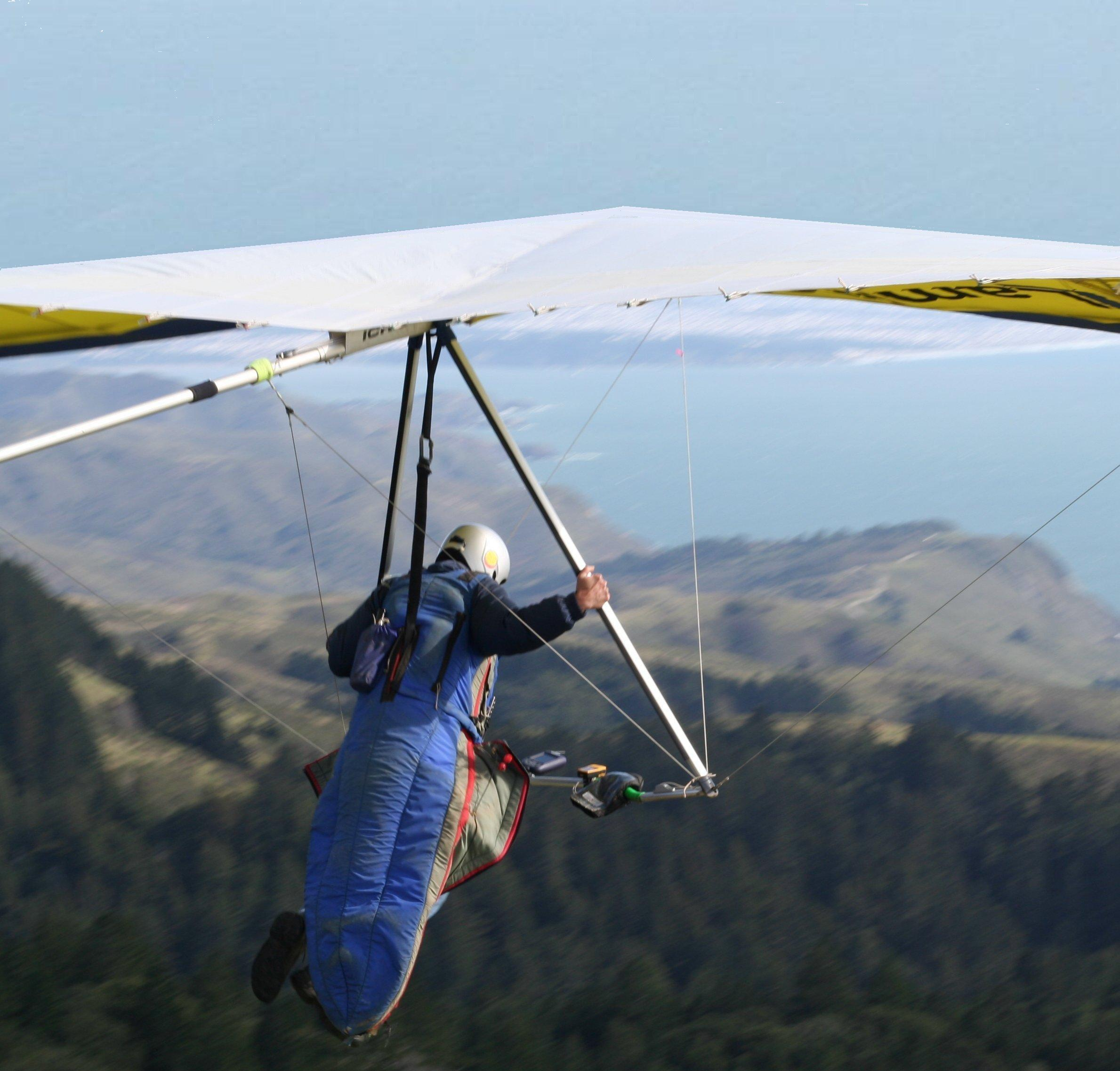

طيران شراعي معلق (بالإنجليزية: Hang gliding) هو نوع من رياضة الطيران الحديثة، يطير فيها الهواة بجناحين منبسطين بسيطين من القماش بدون استخدام محرك، ويسمى هذا النوع من وسائل الطيران hang glider.
تصميم جناح هذا النوع من الطائرات يعرف بجناح روجالو نسبة إلى جيرترود روجالو وزوجها مهندس ناسا فرانسيس روجالو اللذان قاما بتصميم هذا الجناح في العام 1948 و من ثم تم تطوير فكرة التعلق بالجناح واستخدامه بأسلوب الطيران الشراعي المعلق المتعارف عليه حاليا.
تصنع هياكل معظم الطائرات الشراعية هذه من أنابيب من الألمونيوم التي تستخدم لإعطاء الجناحين المصنوعين من القماش شكلا مناسبا للطيران يكون على هيئة مخروط جزئي. ويتخذ الطيار مكانه أسفل هذين الجناحين معلقا من وسطه بهما، ويمسك حاملا من أنابيب الألمونيوم تحت صدره ويبقي أثناء الطيران معلقا ومتخذا وضعا أفقيا. يقوم الطيار بتوجيه النظام عن طريق إزاحة ثقل جسمه يمينا أو يسارا، كما يوجد منها أنواع ذات أجهزة بسيطة للتوجيه.
بدأ ابتكار هذا النوع من الرياضة بأن ينزلق الهواة من أعلى الهضاب إلى أسفل. بعد ذلك أتقن الهواة الطيران بتلك الوسيلة وأصبحوا يطبقون قواعد الطيران الشراعي المعروفة، فأصبح في مقدورهم البقاء في الجو مدة ساعات يحومون فيها على ارتفاعات قد تصل إلى عدة مئات من الأمتار. ومنهم من يقوم بألعاب بهلوانية في الأجواء أو يقوم بعبور الحدود بين البلاد عبر مئات الكيلومترات. وتوجد بعض الهيئات التي تقوم بتنظيم قواعد تلك الرياضة منها الاتحاد الفدرالي الدولي للطيران Fédération Aéronautique Internationale وهيئات أخرى وطنية في البلاد المختلفة.